# Osvaldo Gomes da Costa
Osvaldo Gomes da Costa (12 de setembro de 1878 — Rio de Janeiro, 31 de agosto de 1943) foi um político e militar brasileiro.

## Biografia
Sentou praça no Exército em maio de 1895. Foi então promovido a alferes-aluno em 1904 após ingressar na escola militar. Concluiu seu curso em engenharia como bacharel em matemática e ciências físicas e foi promovido a segundo-tenente em 1907, se tornando primeiro-tenente, capitão e major em 1909, 1919 e 1923, respecivamente. Como engenheiro militar, auxiliou a construção do Forte de Copacabana, inaugurado em 1914. Tendo feito o curso de aperfeiçoamento, tornou-se tenente-coronel em 1931. Por volta do ano de 1937, foi promovido à coronel de engenharia.
A partir de março de 1933, integrou o Conselho Consultivo do Estado de São Paulo, durante o governo do interventor federal Valdomiro Castilho de Lima. Foi prefeito de São Paulo durante um breve período, de 24 de maio a 30 de julho de 1933, nomeado por Castilho de Lima. A escolha da data da posse foi uma homenagem à Batalha de Tuiuti.
Por ter ordenado a construção de filtros na piscina da Faculdade de Medicina da Universidade de São Paulo, Costa foi homenageado em 22 de julho pelos alunos do Centro Acadêmico Oswaldo Cruz com o diploma de sócio benfeitor.
Com a saída de Castilho de Lima, Osvaldo Costa renunciou ao cargo, deixando Carlos dos Santos Gomes como prefeito. Em 1934, dirigia o Centro de Preparação de Oficiais da Reserva (CPOR) da 6ª Região Militar. Em 5 de janeiro de 1937, Gomes da Costa foi convocado pelo Ministério da Guerra para ir em uma missão à Cuiabá a fim de manter a ordem no estado do Mato Grosso.
Era irmão do desembargador Edgard Costa, vice-presidente (1956 a 1957) e ministro do Supremo Tribunal Federal. Teve um filho, Paulino Sicard Gomes da Costa, com sua esposa Ema Sicard Costa.